# Rumex lativalvis
Rumex lativalvis är en slideväxtart som beskrevs av Meissn.. Rumex lativalvis ingår i släktet skräppor, och familjen slideväxter. Inga underarter finns listade i Catalogue of Life.